# Herb powiatu rawskiego
Herb powiatu rawskiego – jeden z symboli powiatu rawskiego, ustanowiony 19 czerwca 2001.

## Wygląd i symbolika
Herb przedstawia na tarczy w polu czerwonym wizerunek czarnego orła, z głową zwróconą w prawo, z rozwiniętymi skrzydłami, ze złotą literą „R” na piersiach, z dziobem, językiem i szponami złotymi. Jest to historyczny symbol województwa rawskiego.